# 顕性寺 (新宿区)
顕性寺（けんしょうじ）は、東京都新宿区にある真言宗豊山派の寺院。

## 歴史
1611年（慶長16年）、法印賢秀によって開山された。元々は牛込門外に位置していたが、江戸城拡張工事のため、1634年（寛永11年）に現在地に移転している。
1725年（享保10年）に火災に遭い、文政年間（1818年～1831年）に至っても、まだ仮堂のままなど、寺運衰微の時期が長く続いた。そのため著名人の墓は特にない。

## 俎大師
当寺の寺宝に「俎大師（まないただいし）」がある。これは弘法大師空海が土佐国高岡郡に巡錫した際、家に泊めてくれたお礼として、まな板に「南無阿弥陀仏」の文字を彫ったものという。その後幕末に至り、空海が泊まった家の末裔が大坂に移住し、続いて江戸改め東京に移住した。しかし生活苦に陥り、例のまな板を抵当として料亭「鳥八十」から5両を借りた。そして、そのまま鳥八十の所有となった。この鳥八十の主の娘が、後に落語家の五代目古今亭今輔の母となる女性である。1934年（昭和9年）、弘法大師千百年遠忌に際し、古今亭今輔の母は、この俎大師を当寺に寄進した。

## 交通アクセス
- 四谷三丁目駅3番出口より徒歩6分（経路案内）。
- 信濃町駅より徒歩7分（経路案内）。